# دختر من ۲
دختر من ۲ (انگلیسی: My Girl 2) یک فیلم در ژانر داستان بلوغ، کمدی رمانتیک، و درام به کارگردانی هاوارد زیف است که در سال ۱۹۹۴ منتشر شد. این فیلم که دنباله فیلم دختر من (۱۹۹۱) است، داستان وادا با بازی آنا کلامسکی را روایت می‌کند که از پنسیلوانیا به لس آنجلس می‌رود تا اطلاعاتی دربارهٔ مادر متوفی خود پیدا کند.

## بازیگران
- دن اکروید
- جیمی لی کرتیس
- آنا کلامسکی
- آستین اوبراین
- ریچارد ماسور
- کریستین ابرسول
- بن استاین
- گریت گراهام
- کئون یونگ
- ریچارد بیمر
- اوبری موریس
- جورج دی. والاس